# Пружинний маятник

Пружинний маятник

Процес качання

Пружинний маятник — це тіло масою m, закріплене на пружині, жорсткість якої k і яке коливається під дією сили пружності.
Період коливання пружинного маятника:
{\displaystyle T=2\pi {\sqrt {m\diagup k}}}
де m — маса; k — коефіцієнт пружності (жорсткість).
Коли на масивне тіло діє пружна сила, що повертає його в положення рівноваги, воно здійснює коливання біля цього положення. Таке тіло називають пружинним маятником. Коливання виникають під дією зовнішньої сили. Коливання, які тривають після того, як зовнішня сила перестала діяти, називають вільними. Коливання, зумовлені дією зовнішньої сили, називають вимушеними. При цьому сама сила називається вимушеною.
У найпростішому випадку пружинний маятник являє собою тверде тіло, що рухається горизонтальною площиною, прикріплене пружиною до стіни.
Другий закон Ньютона для такої системи за умови відсутності зовнішніх сил і сил тертя має вигляд:
{\displaystyle ma=-kx\iff {\ddot {x}}+{\frac {k}{m}}x=0}.
Якщо на систему впливають зовнішні сили, то рівняння коливань перепишеться так:
{\displaystyle {\ddot {x}}+{\frac {k}{m}}x=f(t)},
де f(t) — рівнодійна зовнішніх сил, віднесена до одиниці маси вантажу, 𝑡 — час.
У разі наявності загасання, пропорційного швидкості коливань із коефіцієнтом c:
{\displaystyle {\ddot {x}}+{\frac {c}{m}}{\dot {x}}+{\frac {k}{m}}x=f(t)}

## Зноски
1. ↑  Гринчук, А. В. (2007). Довідник юного фізика. Харків: ВГ "Основа". с. 69. ISBN 978-966-333-650-3.